# Ontario Professional Hockey League
Ontario Professional Hockey League, OPHL, ibland även kallad Trolley League och Canadian Hockey League, var en kanadensisk professionell ishockeyliga verksam i Ontario åren 1908–1911. OPHL var Kanadas första helt professionella ishockeyliga och mästarlagen från ligan utmanade årligen om Stanley Cup, dock utan att vinna den åtråvärda pokalen.
Några berömda spelare som spelade i OPHL var Hughie Lehman, George McNamara, Tommy Smith, Joe Malone och Newsy Lalonde, som alla är invalda i Hockey Hall of Fame.

## Lagen

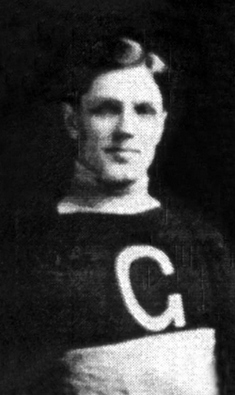
Jim Mallen med Galt Professionals ca. 1911.

- Berlin Dutchmen 1908–1911
- Brantford Indians 1908–1911
- Toronto Professionals 1908–1909
- Guelph Royals 1908–1909
- Galt Professionals 1909–1911
- St. Catharines Pros 1909
- Waterloo Colts 1910–1911

## Säsonger
| Säsong | Lag                                                                         | Mästare               |
| ------ | --------------------------------------------------------------------------- | --------------------- |
| 1908   | Berlin Dutchmen, Brantford Indians, Guelph Royals, Toronto Professionals    | Toronto Professionals |
| 1909†  | Berlin, Brantford, Galt Professionals, Guelph, St. Catharines Pros, Toronto | Galt Professionals    |
| 1910   | Berlin, Brantford, Galt, Waterloo Colts                                     | Berlin Dutchmen       |
| 1911   | Berlin, Brantford, Galt, Waterloo                                           | Galt Professionals    |

† Guelph och St. Catharines drog sig ur ligan efter sex spelade matcher.

### Utmanarmatcher om Stanley Cup
- 14 mars 1908 – Toronto Professionals – Montreal Wanderers 4-6 [2]
- 5 och 7 januari 1910 – Galt Professionals – Ottawa Senators 3-12, 1-3 [3]
- 12 mars 1910 – Berlin Dutchmen – Montreal Wanderers 3-7 [4]
- 13 mars 1911 – Galt Professionals – Ottawa Senators 4-7 [5]